# Loch a' Ghlinne
Loch a' Ghlinne är en sjö i Storbritannien.   Den ligger i kommunen Yttre Hebriderna och riksdelen Skottland, i den nordvästra delen av landet, 800 km nordväst om huvudstaden London. Loch a' Ghlinne ligger 2 meter över havet. Arean är 0,38 kvadratkilometer. Den ligger på ön Lewis with Harris. Trakten runt Loch a' Ghlinne består i huvudsak av gräsmarker. Den sträcker sig 1,2 kilometer i nord-sydlig riktning, och 1,1 kilometer i öst-västlig riktning.